# Acanthodelta seyrigi
Acanthodelta seyrigi là một loài bướm đêm trong họ Noctuidae.